# تابیلگیتی (شهرستان یومگل)
تابیلگیتی (به لاتین: Tabylgyty) یک روستا در قرقیزستان است که در شهرستان یومگل واقع شده‌است. تابیلگیتی ۵۱۷ نفر جمعیت دارد و ۱٬۴۵۰ متر بالاتر از سطح دریا واقع شده‌است.